# THE 密室からの脱出
『THE 密室からの脱出』（ザ・みっしつからのだっしゅつ）はディースリー・パブリッシャーから発売されている脱出ゲームのシリーズ。開発はインテンスが担当。
『THE 推理』シリーズの番外編として始まったが、2作目以降は独立したシリーズとなっている。1作目以降一貫してSIMPLEシリーズであったが、2018年に発売されたNintendo Switch版からはSIMPLEシリーズではなくなった。しかし2025年発売の『世にも奇妙な4つの話』は再びSIMPLEシリーズ扱いとなっている。
海外では『ESCAPE TRICK（エスケープ・トリック）』の英題で発売されている。
シリーズ累計販売数は150万本を突破している。

## ゲーム内容
どの作品も、主人公が何かしらの建物や空間などの孤立した閉鎖環境に閉じ込められたシチュエーションから始まり、そこからの脱出を目指す。最初期のニンテンドーDS版2作は長編ストーリーに沿って様々な場所からの脱出を目指す構成だったが、ダウンロード販売に移行してからは作品毎に舞台を絞った短編となった。ストーリーも当初はシリアス中心だったが、シリーズが進むにつれてコミカルな展開や荒唐無稽な仕掛けによるドタバタ脱出劇となっていった。
ゲームはポイント・アンド・クリック形式で、怪しい箇所を調べてアイテムを使用したりギミックを駆使して仕掛けを解くオーソドックスな脱出ゲームであるが、作品によっては幽霊、宇宙人、SF、超常現象などの要素を含んだ奇想天外なストーリーが展開され、謎解きの中には現実離れしたものも存在する。行動によってはゲームオーバーになったりエンディングが分岐する場合もある。Wiiのリモコンやニンテンドー3DSのジャイロなど、ハードに応じてそれぞれの機能を活かした謎解きも盛り込まれている。
初期のDS版は2800円のSIMPLE DSシリーズとして発売され、1作毎に15を超えるステージが収録されている。DSiウェア版以降は500円程度の販売価格となり、1作毎に3～4ステージの短編集の形式を採っている。
一部を除き、登場人物は『かまいたちの夜』シリーズのようなシルエットで描かれる。

### システム
調べる
基本操作。DSではタッチスクリーン上の気になるポイントをタッチすると、その場所を調べる。Wiiではリモコンで調べたい箇所にポインタを当て、Aボタンを押すと調べる。『不思議なクマドルバーガー編』以降は十字キーとスティックで十字キーとスティックでカーソルを操作するシステムとなった（3DSでは引き続きタッチ操作も可能）。
初期二作のみ、何もない箇所を調べると逐一「なにもない」と表示されたが、DSiウェア版以降は何も表示されなくなった。
アイテム
入手したアイテムは装備して使用する。アイテムを装備した状態で、そのアイテムを使用するべき箇所を調べると自動で使用される。それ以外の場合は通常と同じ反応が返ってくるが、中にはハズレ専用の反応もある。アイテムは回して調べることが可能で、新たな手掛かりやアイテムを発見するケースもある。調べた際、所持しているアイテムの中に組み合わせ可能なものがあると矢印が表示され、組み合わせる事ができる。
謎解き
各所にはパスワードやパズルなどの謎解きが設置されており、これを解かなければ先に進めない。パスワードは大抵はどこかにヒントが隠されているが、法則性はプレイヤーが見出さなければならない場合が多い。
パズルは初期作ではマインスイーパ、15パズル、箱入り娘などの複雑なものが多数盛り込まれていたが、後発作ではオリジナルのシンプルなものが中心となっていった。
スライド
『THE 密室からの脱出2』から登場し、『スカイタワー編』までのDS版に搭載されたシステム。特定のオブジェクトに対し、タッチではなくスライドすることによってその方向に動かすことが可能。
アクション
Wiiウェア版のみのシステム。Wiiリモコンを作中のアイテムに見立ててボタンを押したり、振る、回すなどの動作によってそれに応じたアクションを行う。
忍術
『カラクリ屋敷』のみのシステム。九字の術式が書かれた巻物を入手し、特定の順番で字をなぞり図形を組み立てることで発動する。術式は作中のヒントから会得する。どこでも発動する訳ではなく、特定の場所で適した術を使った時のみ発動する。戦闘でも使用する。
戦闘
『カラクリ屋敷』のみのシステム。スライドによる斬撃や術で攻撃する。斬撃は敵の構えによって有効な斬り方が異なり、失敗すると防がれてしまう。敵の攻撃は防げず、受けたダメージは薬草を使用して回復する。
息を吹く
『不思議なクマドルバーガー編』以降の3DS版に登場。オブジェクトを指定し、3DSのマイクに向けて息を吹きかけることで実際に主人公が対象に向けて息を吹く。
傾ける
『学校の旧校舎編』以降の3DS版に登場。オブジェクトを指定し、3DSを傾けることで回す、めくる、ひっくり返すなどのアクションを行う。
初心者モード
『セレブな豪邸編』から登場。このモードにするとアイテムやオブジェクトを調べた際に主人公の独白によるヒントが数多く表示されるようになる。通常の状態は「ベテランモード」と呼び、いつでも切り替え可能。
考えるボタン
『愉快なサルとファミレス編』から登場。「THINK」と表示されたボタンをタッチすると、主人公がその状況に応じたヒントとなる独白を口にする。「初心者モード」限定機能であり、「ベテランモード」で使おうとすると「初心者モード」に切り替えるか聞かれる。
BGM
初期二作ではステージ中は常にBGMが鳴る仕様だが、DSiウェア版からはステージ開始時のみ流れて以降は一部のシチュエーションを除いて無音になる。
エンディング
『THE推理番外編』はエンディングは1種類のみだったが、『2』ではルートに応じてエンディングが変わるマルチエンド方式になっている。しかしほとんどのエンディングでは謎は残り、主人公の安否も不明のまま終わってしまう。条件を満たすと到達する最終エンディングでエピローグが描かれる。
DSiウェア版以降の作品は基本的にノーマルエンドとトゥルーエンドに分岐する。PS3版までは最終ステージでの行動に応じて分岐するが、以前のステージの時点で分岐する場合もある。
3DS版ではステージ3をそのまま脱出するとノーマルエンド。条件を満たすと隠されたステージ4に移行し、トゥルーエンドを迎えられるという形式になっている。ステージ4はステージ3から連続する形となるが、ステージ4が独立して個別にプレイ可能な作品も一部存在する。

## 作品一覧

### ニンテンドーDS
SIMPLE DSシリーズ Vol.27 THE 密室からの脱出 〜THE推理番外編〜
2007年11月29日発売。CERO：A（全年齢対象）
失踪した父の行方を探す青年が主人公。ホテル、牢屋、トイレ、遺跡、研究所など様々な場所を訪れながら密室から脱出していく。7ステージがそれぞれ表裏の構成となった14ステージに最終ステージを足した全15ステージ。表ステージの7つをクリアすると裏ステージに挑戦可能になる。裏ステージのステージ1'～ステージ7'は同じ舞台で全く異なる謎解きが用意されており、クリアのみならず隠された条件を満たさなければ最終ステージであるステージ8が解禁されない。
この作品のみ『THE 推理』の番外編扱いであり、同作の主人公であるボスが出演している。
SIMPLE DSシリーズ Vol.45 THE 密室からの脱出2
2008年11月27日発売。CERO：A（全年齢対象）
全ての記憶を無くした主人公は、謎の女性「ケイ」と共に真実を追い求める。より密室のバリエーションが増し、飛行機、冷凍室、ゲームセンター、地下鉄などの他、ゲームの世界といった風変りなものもある。『2』ではあるが、時系列は前作の過去である。
この作品からシルエットによるキャラクターが描かれるようになった。タッチ操作のみならずスライド操作が必要な場面が追加されている。前作ではセーブはステージクリア時のオートセーブのみで、ゲームオーバーになったらステージの最初からやり直しだったが、今作以降はステージ中いつでも任意セーブが可能になった。また、メモも取れるようになった。
脱出ルートによってストーリーやエンディングが変化する「マルチエスケープ＆エンディング」を採用している。ただ、最初から全てのルートに行ける訳ではなく、エンディングを達成することによって既存ステージに別の脱出ルートが出現し、そこから新たな展開に進む仕組みとなる。隠しステージと分岐ステージを含めて全19ステージ。

### ニンテンドーDSiウェア
@SIMPLE DSシリーズ Vol.1 THE 密室からの脱出
2009年7月22日発売。CERO：A（全年齢対象）
舞台は遊園地にある占いの館やお化け屋敷。しかし脱出が進むにつれて主人公の秘密が明らかになっていく。
この作品から舞台を絞った短編の形を取る。
@SIMPLE DSシリーズ Vol.2 THE 密室からの脱出 〜学校編〜
2009年12月24日発売。CERO：A（全年齢対象）
主人公は「御手洗」という男子高校生。クラスメイトの「鈴音唯希」と共に閉じ込められた校舎からの脱出を目指す。図書館やプールなどが登場する。
@SIMPLE DSシリーズ Vol.3 THE 密室からの脱出 〜プリズンブレイク〜
2010年3月25日発売。CERO：B（12才以上対象）
主人公は無実の罪で収監された「ロイ・ウィリアムズ」で、脱獄を目指す。殺伐とした刑務所が舞台であり、人物がリアル調に描かれているなど他作品に比べてシリアスなストーリーを強調した内容となっている。
@SIMPLE DSシリーズ Vol.4 THE 密室からの脱出 〜カラクリ屋敷〜
2010年7月21日発売。CERO：B（12才以上対象）
主人公は退魔の力を持つ忍者一族の抜け忍「御手洗雷虎」。妹を救うべくカラクリ屋敷へと乗り込むが、やがて自身の真実と対面する。『プリズンブレイク』に続いてシリアスなストーリーとなっており、登場人物がシルエットではなくポリゴンで描かれたり忍術による謎解きや戦闘の要素が盛り込まれるなど、独自の要素が多い。退魔の力を持つ「御手洗」の血筋など、『学校編』との繋がりも示唆されている。初代以外では唯一エンディング分岐が存在しない。
@SIMPLE DSシリーズ Vol.5 THE 密室からの脱出 〜南国のコンビニ編〜
2010年10月27日発売。CERO：A（全年齢対象）
南国のコンビニでバイトしているフリーターが主人公。謎の女に閉じ込められたコンビニからの脱出を目指す。店内の他、倉庫や事務所も舞台となる。この頃からコミカルなストーリーのドタバタ脱出劇路線となっていく。
@SIMPLE DSシリーズ Vol.6 THE 密室からの脱出 〜スカイタワー編〜
2010年12月22日発売。CERO：A（全年齢対象）
一部エリアが先行開業した超高層電波塔「スカイタワー」で警備員のバイトをしていた主人公だが、高所恐怖症のために気分を悪くしてしまい、展望台内のカフェで休憩していた。しかしその最中、タワーに何者かが爆弾を仕掛けたという連絡が入り、皆が避難する中で主人公一人がタワー内に閉じ込められてしまう。
タワー内部の展望台やエレベーター、ライブスタジオが舞台。主人公は高所恐怖症だが、なぜかますますタワー上部に進むこととなる。

### Wiiウェア
@SIMPLEシリーズ Vol.4 THE 密室からの脱出
2009年8月25日発売。CERO：A（全年齢対象）
舞台はマンション。自宅のバルコニーに閉じ込められた主人公は隣人の女子大生に助けを求めるが、事態は思わぬ方向に進む。
Wii唯一のシリーズ作であり、Wiiリモコンを使った謎解きが盛り込まれている。キャラクターは他と同様に単色だが立体的になっており、動作シーンもある。また、シリアスなストーリーが多かった同時期のDSiウェア版や過去のDS版に比べ、コミカルでユニークな内容となっている。

### PlayStation 3ダウンロードソフト
SIMPLE 500シリーズ Vol.2 THE 密室からの脱出
2011年7月6日発売。CERO：A（全年齢対象）
舞台は温泉旅館。客室に閉じ込められた主人公は素っ裸のまま脱出を目指すが、旅館ではある事件が進行していた。
当初は2011年4月28日発売予定だったが、PlayStation Network個人情報流出事件でPlayStation Storeがサービス停止になっていたため延期された。
SIMPLE 500シリーズ Vol.3 THE 密室からの脱出 〜月夜のマンション編〜
2011年12月22日発売。CERO：A（全年齢対象）
Wiiウェア版と同じく自宅のマンションのバルコニーに閉じ込められ、隣人の女子大生に助けを求める。
ストーリーのアウトラインはWiiウェア版とほとんど同じで仕掛けも似たものが見受けられるが、内容そのものは異なる。キャラクターはWiiウェア版同様に立体的に描かれる。

### ニンテンドー3DSダウンロードソフト
@SIMPLE DLシリーズ Vol.1 THE 密室からの脱出 〜不思議なクマドナルバーガー編〜
2011年6月29日発売。CERO：A（全年齢対象）
舞台はハンバーガーチェーン店「クマドナルバーガー」。食後に居眠りしているうちに閉じ込められた主人公が脱出を目指す。店内や事務所、厨房などを経由する。
@SIMPLE DLシリーズ Vol.2 THE 密室からの脱出 〜学校の旧校舎編〜
2011年12月7日発売。CERO：A（全年齢対象）
舞台は幽霊が出ると噂の旧校舎。主人公は友人に乗せられて来た結果、閉じ込められてしまう。理科室、音楽室、校長室などが登場。この作品のみ、人物のシルエットの中に線が描かれており、具体的な服装や髪型が分かるようになっている（顔は従来同様に描かれていない）。
@SIMPLE DLシリーズ Vol.3 THE 密室からの脱出 〜セレブな豪邸編〜
2012年4月4日発売。CERO：A（全年齢対象）
舞台は上記のクマドナルバーガーの社長邸。クラスメイトである社長令嬢の誕生パーティーに来ていた主人公は、トイレに案内されている最中に変なセキュリティだらけの部屋に閉じ込められる。豪華な浴室、庭園などの富豪の邸宅ならではの密室が舞台となる。
@SIMPLE DLシリーズ Vol.4 THE 密室からの脱出 〜南国のリゾート編〜
2012年8月29日発売。CERO：A（全年齢対象）
親戚のおじさんと南国のリゾートを訪れた主人公だが、朝目覚めるとホテルの客室に閉じ込められてしまい、ビーチで金髪美女と出会うべく脱出を図る。室内のみならず、海上のコンビニやボートなどの孤立した環境も舞台となる。
@SIMPLE DLシリーズ Vol.6 THE 密室からの脱出 〜遊びの天国クマドナルボウル編〜
2012年11月14日発売。CERO：A（全年齢対象）
ボウリング場「クマドナルボウル」のスタッフである主人公は人気アイドルと共に閉じ込められ、彼女をライブ会場に送り届けるべく行動する。ボウリング場のみならず、ゲームセンターやバッティングセンターも舞台となる。
@SIMPLE DLシリーズ Vol.9 THE 密室からの脱出 〜テレビ局密着24時編〜
2013年4月3日発売。CERO：A（全年齢対象）
舞台はテレビ局。主人公は人気バラエティ番組のアシスタントのバイトをしていたが、ドナルクマの着ぐるみを着たままスタジオに閉じ込められてしまう。バラエティの他、報道番組、ドラマのスタジオも舞台となる。
@SIMPLE DLシリーズ Vol.16 THE 密室からの脱出 〜愉快なサルとファミレス編〜
2013年9月4日発売。CERO：A（全年齢対象）
ファミリーレストラン「サルボ」の店内で友人の宿題を写していた主人公は居眠りし、サルのマスコットキャラクターに閉じ込められてしまう。レストランの店内、厨房、倉庫などが舞台。
@SIMPLE DLシリーズ Vol.24 THE 密室からの脱出 〜癒されない温泉編〜
2014年2月26日発売。CERO：A（全年齢対象）
親戚のおじさんの経営する温泉施設「湯にば～猿」にて、掃除中にサウナで倒れた主人公は閉じ込められる。それが「サルボ星人」の試練の巻き添えを喰った結果だと知り、仕方なくサルボ星人と共に脱出を目指す。浴場、脱衣所、休憩所などが舞台。
@SIMPLE DLシリーズ Vol.31 THE 密室からの脱出 〜延長必至のカラオケ編〜
2014年7月30日発売。CERO：A（全年齢対象）
人気カラオケ店「カラオケパセラ」で開催された「脱出イベント」に参加し、様々なカラオケルームから脱出を目指す。リゾート風、レトロ風、パーティー用などの様々なカラオケルームが舞台。
シリーズでは唯一実在の店舗とコラボレーションしており、室内が忠実に再現されている。
@SIMPLE DLシリーズ Vol.34 THE 密室からの脱出 〜ふしぎ発見!博物館編〜
2014年11月19日発売。CERO：A（全年齢対象）
舞台は歴史的な展示物の並ぶ博物館。主人公は閉館時間直前に忘れ物を取りに戻り、閉じ込められてしまう。恐竜、エジプト、海賊といったテーマに応じた展示場が舞台。
@SIMPLE DLシリーズ Vol.36 THE 密室からの脱出 〜旅は道連れ!鉄道編〜
2015年4月1日発売。CERO：A（全年齢対象）
特急車から始まり、駅構内や寝台車と、鉄道の旅そのものが脱出ゲームとなる。親戚のおじさんの企画する脱出イベントのテストに呼ばれた主人公だが、実は今乗っている列車が会場であると判明する。クリアの暁には温泉旅館に行けると知って乗り気で挑戦する主人公だが…。
@SIMPLE DLシリーズ Vol.39 THE 密室からの脱出 〜脳を鍛えるスポーツジム編〜
2015年7月29日発売。CERO：A（全年齢対象）
チラシのお姉さんに釣られてスポーツジムにやってきた主人公は、日焼けを楽しんでいる最中に閉じ込められてしまう。トレーニングルーム、プール、テニスコートなどが舞台。インサイドとの提携により、作中に「インサイドちゃん」のオブジェクトが登場する。
@SIMPLE DLシリーズ Vol.40 THE 密室からの脱出 〜大不自然キャンプ場編〜
2016年4月6日発売。CERO：A（全年齢対象）
シリーズでは珍しい屋外の舞台。友人とキャンプ場に訪れた主人公だが翌朝には友人の姿が無く、キャンプ場に閉じ込められてしまう。
3DS版の中では唯一『THE 密室からの脱出 アーカイブス』への収録もリメイクもされていない。

### Wii Uダウンロードソフト
@SIMPLE DLシリーズ for Wii U Vol.1 THE 密室からの脱出 〜すべての始まり16の謎〜
2014年4月9日発売。『THE 密室からの脱出 〜THE推理番外編〜』のリメイク。CERO：B（12才以上対象）
WiiリモコンプラスやWii U PROコントローラーを使った2人プレイ、Miiverseによる他プレイヤーとの情報共有も可能となっている。続編で追加された任意セーブとメモ機能も追加された。一方、他シリーズ作品のようなヒント機能は無く、何も無い箇所を調べた際に「なにもない」と出る仕様などは原作準拠。
ステージ構成は大きく異なっている。こちらでは表ステージ7をクリアするとすぐにステージ8が解禁され、こちらをクリアすることで裏ステージが解禁される。裏ステージで条件を満たすと新規のステージ8'に挑戦可能になる。謎解きやストーリー展開も一部変更されており、『THE 推理』のボスも登場しなくなっている。
@SIMPLE DLシリーズ for Wii U Vol.2 THE 密室からの脱出2 〜消された19の記憶〜
2014年8月6日発売。『THE 密室からの脱出2』のリメイク。CERO：B（12才以上対象）
仕様・機能は前作同様。こちらも内容が一部変更されており、フィーチャーフォンがスマートフォンに変わるなど発売時期に合わせた変更もある。また、オリジナル版では表紙に他のSIMPLEシリーズ作品が描かれたVジャンプが登場していたが、架空の本に差し替えられている。キャラクターはWiiウェア版や『月夜のマンション編』のように立体的に描かれている。

### ニンテンドー3DS
SIMPLEシリーズ for ニンテンドー3DS Vol.2 THE 密室からの脱出 アーカイブス1
2016年4月7日発売。『セレブな豪邸編』『南国のリゾート編』『遊びの天国クマドナルボウル編』『テレビ局密着24時編』『愉快なサルとファミレス編』を収録。CERO：A（全年齢対象）
SIMPLEシリーズ for ニンテンドー3DS Vol.3 THE 密室からの脱出 アーカイブス2
2016年4月7日発売。『癒されない温泉編』『延長必至のカラオケ編』『ふしぎ発見!博物館編』『旅は道連れ!鉄道編』『脳を鍛えるスポーツジム編』を収録。CERO：A（全年齢対象）

### Nintendo Switchダウンロードソフト
THE 密室からの脱出 ～運命をつなぐ35の謎～
2018年2月15日発売。Wii U版の2in1移植。CERO：B（12才以上対象）
Wii U版からもまた内容が一部変更されており、『2』のキャラクターは従来のような単色ではなく着色されて明確に描写されるなど大きな変更点もある。MiiverseなどWii Uならではの機能は削除された。その他の仕様はWii U版と同じ。
THE 密室からの脱出（ep1～ep4）
3DS版の中から選別された4作品の3Dグラフィックをフルリファインしている。3DS独自の機能を使った謎解きはカーソル切り替えボタンを押して行う仕様に変更される。オリジナルと異なり、複数ブロックへのセーブが可能になった。言語は英語・簡体字・繁体字が追加され、『不思議なクマドナルバーガー編』『学校の旧校舎編』にも初心者モードが追加されている。英題は『The Escape Room Chronicles』。
THE 密室からの脱出 ep1：不思議なクマドナルバーガー編
2024年12月5日発売。@SIMPLE DLシリーズ Vol.1のリメイク版。CERO：A（全年齢対象）
THE 密室からの脱出 ep2：学校の旧校舎編
2024年12月12日発売。@SIMPLE DLシリーズ Vol.2のリメイク版。CERO：A（全年齢対象）
THE 密室からの脱出 ep3：南国のリゾート編
2024年12月19日発売。@SIMPLE DLシリーズ Vol.4のリメイク版。CERO：A（全年齢対象）
THE 密室からの脱出 ep4：テレビ局密着24時編
2024年12月26日発売。@SIMPLE DLシリーズ Vol.9のリメイク版。CERO：A（全年齢対象）

### Nintendo Switch
THE 密室からの脱出 ～運命をつなぐ35の謎～
2018年6月21日発売。上記同タイトルのパッケージ版。CERO：B（12才以上対象）
SIMPLEシリーズ for Nintendo Switch Vol.4 THE 密室からの脱出 世にも奇妙な4つの話
2025年2月13日発売。上記の3DS版リメイク（ep1～ep4）をまとめたパッケージ版。CERO：A（全年齢対象）

### Steam
THE 密室からの脱出（ep1～ep4）
上記の3DS版リメイクの4作をSteam向けにリファインしたもの。
THE 密室からの脱出 ep1：不思議なクマドナルバーガー編
2025年1月16日発売。CERO：A（全年齢対象）
THE 密室からの脱出 ep2：学校の旧校舎編
2025年1月30日発売。CERO：A（全年齢対象）
THE 密室からの脱出 ep3：南国のリゾート編
2025年2月13日発売。CERO：A（全年齢対象）
THE 密室からの脱出 ep4：テレビ局密着24時編
2025年2月27日発売。CERO：A（全年齢対象）

### 携帯電話アプリ版
- THE 女子更衣室からの脱出
- THE 女湯からの脱出
- THE ナースの更衣室&アブない診察室からの脱出
- THE メイド喫茶からの脱出
- THE 脱出ゲームX

### スマートフォン版
THE 密室からの脱出 〜プリズンブレイク〜
2012年2月13日発売のiPhone用ソフト。@SIMPLE DSシリーズ Vol.3の移植。
THE 密室からの脱出 〜推理番外編〜
2012年8月1日発売のiPhone用ソフト。SIMPLE DSシリーズ Vol.27の移植。

### 関連作
以下のゲームは『THE 密室からの脱出』のタイトルは冠さないが、いずれもインテンスによる開発であり、ディースリー・パブリッシャー公式サイトの製品情報にて「密室からの脱出」シリーズに含まれている。
SIMPLE DSシリーズ Vol.42　THE 廃屋病棟～呪われた病院からの脱出～（ニンテンドーDS）
2008年07月10日発売。 CERO：C（15才以上対象）
密室のサクリファイス（PlayStation Portable）
2010年2月4日発売。 CERO：C（15才以上対象）
密室のサクリファイス～イトカ：ある閉鎖施設からの脱出～（携帯電話アプリ、PSPダウンロード）
2010年10月21日発売。『密室のサクリファイス』のスピンオフ第1弾。。CERO：C（15才以上対象）
密室のサクリファイス～ミキ：ハイテンションナイト～（PSPダウンロード）
2011年04月21日発売。『密室のサクリファイス』のスピンオフ第2弾。 CERO：C（15才以上対象）
密室のサクリファイス／ABYSS OF THE SACRIFICE（Nintendo Switch）
2020年12月17日発売。『密室のサクリファイス』の移植版。CERO：C（15才以上対象）
女の子と密室にいたら○○しちゃうかもしれない。（ニンテンドー3DS）
2012年03月15日発売。CERO：D（17才以上対象）
女家庭教師 伊都香先生と密室にいたら○○しちゃうかもしれない。（ニンテンドー3DSダウンロード）
2012年11月28日。『女の子と密室にいたら○○しちゃうかもしれない。』のスピンオフ。CERO：D（17才以上対象）
@SIMPLE DLシリーズ Vol.5 THE 呪いの廃病院 〜閉じ込められた顔のない少女〜（ニンテンドー3DSダウンロード）
2012年09月12日発売。CERO：C（15才以上対象）
THE 脱出ゲーム 〜危険な10の密室〜（スマートフォン）
2012年12月3日よりauスマートパス向けに配信。2014年5月2日よりiOS向けに発売。
@SIMPLE DLシリーズ Vol.12 THE 脱出ゲーム～危険な5つの密室～（ニンテンドー3DSダウンロード）
2013年4月24日発売。auスマートパス版の移植（前編）。CERO：A（全年齢対象）
@SIMPLE DLシリーズ Vol.14 THE 脱出ゲーム～裏切りの密室～（ニンテンドー3DSダウンロード）
2013年7月31日発売。auスマートパス版の移植（後編）。CERO：A（全年齢対象）
@SIMPLE DLシリーズ Vol.35 THE 呪いの廃校舎 〜呪いの仮面と双子の少女〜（ニンテンドー3DSダウンロード）
2014年12月17日発売。『THE 呪いの廃病院』に続くホラーアドベンチャー第2弾。CERO：C（15才以上対象）

## 登場人物
主人公
プレイヤーが操作する主人公。作品によって設定は異なるが一部を除いて名前が無く、高校生から大学生ほどの青少年が大半である。『2』以降は水色のシルエットで表示される。一人称は「俺」または「僕」。口調はおおよそ同じだが性格は作品によって異なる。以下、「主人公」と記述する場合は原則的に当該作品の主人公のみを指す。
『THE推理番外編』では鋭い洞察力を持つ大学生。1年前に失踪した父を探している最中にホテルの爆発事件に巻き込まれ、その際にボスと出会う（オリジナル版のみ）。いくつもの密室を乗り越えて「彼ら」の宇宙船に辿り着くも父との再会は適わず脱出ポッドで地球に帰還する。しかしポッドの機能により物語冒頭へと時間転移し、未来の記憶を活かして父を救うことを決意する場面で物語は終わる。『すべての始まり16の謎』ではステージ構成が変わっており、裏ステージがループ後の出来事のような展開になっているがその結末はDS版同様に描かれず、追加のステージ8'は主人公が宇宙船を探索する以前の父親の様子を描くものとなっている。
『2』では地下鉄の改札口で目覚めた記憶喪失の青年。『運命をつなぐ35の謎』では金髪で、青いシャツを着ている。謎のメモからケイにコンタクトを取り、共に自身の真実を探し求める。実は「彼ら」の実験体であり、本体は宇宙船に囚われているが、仮初の入れ物となる肉体に記憶を移し、前任者が役目を終えればまた新たな肉体に記憶を引き継ぐというサイクルを送らされていた。しかし肉体を取り戻すべく行動した前任者が手に入れた「オブジェクト」によって記憶移植に失敗していた。その身体には肉体を取り戻すのに不可欠な「チップ」が埋め込まれている。「彼ら」の装置で過去に戻った後は前任者の意志とオブジェクトを受け継ぎ、「古代資料館」に隠された転送装置にオブジェクトを使って宇宙船に乗り込み、本来の肉体を取り戻す。トゥルーエンドルートでは、これらの知識と前任者のチップを活かし、ケイと共に肉体を取り戻した。同時に、実は前作主人公の父親の若かりし頃であったことが明かされる。『すべての始まり16の謎』で追加されたステージ8'では、20年後の彼を主人公の父親として操作する。
DSiウェア版1作目では一種の多重人格者であり、凶暴な人格を心の奥底に封じ込めている。Wiiウェア版ではやや妄想癖があり、ノリもどこか軽い。『南国のコンビニ編』以降はあまり特徴的な設定は持たなくなったが、PS3版1作目では珍言や奇行の目立つ癖の強い性格になっている。
3DS版では「あまり目立たず、行く先々で密室に出くわす不運な僕」とされており、一人称も統一された。基本的に真面目な性格だが、時には珍妙な仕掛けに対してノリのいい態度を見せたり激しいツッコミを入れる場合もある。
御手洗（みたらい）
『学校編』の主人公。男子高校生。下の名前は最後まで不明。霊感が強く、祖父からお祓いの術式を教わっている。
ロイ・ウィリアムズ
『プリズンブレイク』の主人公。街を支配するマフィア「ビッグ・サム」の女を殺した罪を着せられ、死刑囚や終身刑受刑者を数多く収容するロックシティ連邦刑務所に収監される。実は前に収監されていたマイケルという老人の孫であり、獄中の祖父と手紙でやり取りをしていた事から刑務長のオズワルドに目を付けられ、無実の罪で収監された。最後は祖父の遺志を継いでウイルス兵器を滅ぼし、脱獄を果たしたものの冤罪が晴れた訳ではなくその後どうなったかは不明。
御手洗雷虎（みらたい らいこ）
『カラクリ屋敷』の主人公。退魔の力を持つ御手洗一族の長兄だったが、その力が妖魔のものであり一族が妖魔・オロチに飼われているという実態に気付き、抜け忍となる。双子の妹の雪月（ゆきづき）を救い出すべくカラクリ屋敷へと戻ってきた。しかしその正体は雪月本人。本物の雷虎は物心付く前に病死しており、残った雪月が雷虎として育てられた。オロチの呪縛から解き放つべく父によってわざと逃がされていたが、オロチに掛けられたまやかしによって居もしない妹を救うべく戻ってきてしまった。全てを知った後も自分は雪月ではなく雷虎だとして最後まで戦う事を決意し、オロチを倒す。後世には、退魔の力を持つ雷光の如き忍者として語り継がれたという。
ボス
『THE推理番外編』に登場。『THE 推理』シリーズの主人公である探偵。ホテル爆発事件で主人公と出会い、その行動力と洞察力を褒める。父の手掛かりを求める主人公の依頼を受け、報酬代わりに彼を自身の事務所でバイトさせた。『すべての始まり16の謎』には登場せず、ストーリーも主人公一人で展開する形に変わっている。
ケイ
『2』のパートナー。記憶喪失の主人公が最初にコンタクトを取った謎の女性。無地のシャツに丈の短いパンツ、長めの髪を後ろで束ねた活発な印象の容姿。『運命をつなぐ35の謎』では茶髪で赤いパンプスを履いている。礼儀正しい性格で口調も丁寧だが、ハイジャック犯を軽く倒す腕っ節を持つ。また、どこか天然ボケじみた面がある。あるステージでは操作する機会がある。
その正体は「彼ら」の27番目の実験体。その身体も機械仕掛けのアンドロイドであり、本体は「彼ら」に囚われている。「ケイ」も人名ではなく実験体としての呼称「K」を指す。実験体としての役割は既に終えており、Mと共に監視者として存在を許されている。しかしMの暴走に反発し、主人公を助けるべく行動していた。最後は主人公のみを脱出させて自身はMと運命を共にするが、条件を満たすと到達可能なトゥルーエンドでは主人公が前任者から得たチップを渡され、共に脱出した後に人間の身体へと戻る。その後は前作主人公の母親となった。
M
『2』に登場。主人公の過去を知っている素振りを見せる謎の人物。その正体は「彼ら」から実験体を監視する役目を与えられた「監視者」であり、人間ではなく大型コンピューターである。「彼ら」の最初の実験体であったが、度重なる実験と記憶転移の末に肉体を失い、監視者の役割と機械の身体を与えられると共に豊富な知識と永遠の命を得た。しかし時を経るうちに元の肉体を渇望するようになり、主人公のチップを奪って「彼ら」の宇宙船に赴き、保存されている肉体を取り返そうとしていた。だが、その本当の正体は意思も感情も無い原始的な細胞に過ぎず、本来なら1日も生きられない短い命であったが、その事実を忘れて自分を元人間と思い込んでいた。最後はケイに真実を告げられた事で錯乱したまま自爆装置を起動させ、宇宙の塵となった。
彼ら
『THE推理番外編』『2』に登場。絶対的な存在とされる謎の生命体。「V」のような形のエンブレムを象徴としている。作中では宇宙人のように描かれているが正体は明確にはされておらず、その目的も不明（Mは「自らの手で生命を作り出すこと」と推測している）。人間を遥かに上回る科学力を持ち、特定の人間を材料に様々な実験を繰り返している。
同じく宇宙人が暗躍するWiiウェア版でも、同じデザインだが色が異なるエンブレムが登場している。
占い師
DSiウェア版1作目に登場。アミューズメント施設で占いの館を営む占い師で、裏の人格を抱えた主人公の悩みを見抜き、それを解決するべく心の中の密室へと誘う。主人公の裏の人格に殺害されたと思われたが死体は消えており、エンディングにてプレイヤー自身に語り掛ける。『学校編』にも登場する。
主人公のカゲ
DSiウェア版1作目に登場。主人公が抱えたもう一つの人格。「どうしようもない」ほどに強欲で嫉妬深く凶暴な心であり、それを認めない主人公によって心の奥底に押さえつけられていたが、これまでも何度も主人公の体を乗っ取って勝手な振る舞いをしていたという。心の密室を抜けた際に主人公を乗っ取り、占い師を襲う。ノーマルエンドでは完全に体の主導権を握り、主人公を鏡に閉じ込めてしまう。トゥルーエンドでは死神の姿を取って具現化するも主人公に倒され、消滅した。
女子大生のお姉さん
Wiiウェア版1作目に登場。主人公のマンションの隣室で一人暮らしする美人大学生。しかしその部屋は赤一色の壁にサイケデリックな文様や奇抜なオブジェで彩られた異様な空間である。主人公が助けを求めて部屋に入ってきた時には死んだように倒れ込んでいた。トゥルーエンドでは生存が判明するが、実は正体は宇宙人。しかしその目的は最後まで不明である。
『月夜のマンション編』でも同様に女子大生の隣室が登場するが、女子大生本人は不在。Wiiウェア版と異なり、部屋そのものは至って普通だがクローゼットには謎の等身大のフィギュアが隠されており、ノーマルエンドでは実はこのフィギュアこそが本体で事件の犯人であったことが示唆される。
鈴音唯希（すずね ゆき）
『学校編』のパートナー。御手洗のクラスメイトの女子生徒で、彼を「トイレ君」と呼んでいる。学校に閉じ込められ、御手洗に助けを求める。ステージ2では彼女が操作キャラになる。地下の防空壕で死んだ女子生徒の怨霊に取り憑かれており、バッドエンドではそのまま自我を乗っ取られて成り代わられてしまう。実は怨霊の正体である「鈴音ユキ」の生まれ変わり。いじめられっ子で友達を欲しながら死んだユキは唯希として生まれ変わり、友達にも恵まれたものの、前世の負の感情は防空壕に留まり続け、怨霊と化した末に自身の生まれ変わりである唯希の身体を狙った。トゥルーエンドでは御手洗と共に前世の怨念を晴らして生還する。
ジェイソン
『プリズンブレイク』のパートナー。ロイの隣の房に収監されていた囚人で、ロイに脱獄を持ち掛ける。ロイに様々な情報を提供してアシストするも、その真の目的は前にロイの房に入っていた老人・マイケルが探していた「宝」を手に入れることであり、その為にロイを利用していた。最後はオズワルドに捕まり、「宝」のトラップの見せしめにされる形で死亡する（バッドエンドではロイを嵌めるが、結局トラップで死亡する）。
オズワルド
『プリズンブレイク』に登場。ロックシティ連邦刑務所の刑務長で、新入りのロイに目立つ行為を慎むように忠告する。しかし実はロイに無実の罪を着せた張本人。マイケルの「宝」を狙っていたが彼がトラップの解除法について口を割る前に死んだために、その孫であるロイが知っている可能性を考えて刑務所に引き寄せた。ロイが「宝」を手に入れると奪い取るが実は「宝」の正体はウイルス兵器であり、開発に携わったマイケルはそれを処分しようと試みていたのが真相であった。それを知らず容器を開けてしまい、ウイルスに感染して死亡する。
雷虎の父
『カラクリ屋敷』に登場。主人公である雷虎の父であり、御手洗一族の長。オロチの傀儡と化し、雷虎を罰するべく戦いを挑んでくる。しかし実はそれは演技であり、元々は一族で最初にオロチに反抗した人間であったが、その時には既にオロチの呪いで命を握られていた。その後、雷虎の病死を逆手に取り、次のオロチの依代として目を付けられていた雪月を死んだ事にして雷虎として育て、オロチの目を欺いていた。しかしオロチに気付かれたため、わざと雷虎（雪月）が掟を破るように仕向けて里から逃したのだが、戻ってきてしまった雷虎を再び追い出すべく他の忍者と共に敵として襲い掛かっていた。最後はオロチの攻撃から雷虎を庇い、共に奈落へと落ちていった。
オロチ
『カラクリ屋敷』に登場。御手洗一族を呪いで操る妖魔で、名前通り大蛇の姿をしている。遥か昔、肉体を失って魂は異界へと封印されたが、再び現世に降臨するべく御手洗一族に妖力を与えて寄生し、何代も依代を乗り継ぐ形で永き時を生きてきた。次の依代である雪月が雷虎として生きていると知り、妖術によって「今も妹の雪月が生きている」というまやかしを見せ、抜け忍となった雷虎（雪月）が戻ってくるように仕向けた。雷虎との死闘の末に敗北し、本体のみとなっても執念で雷虎の肉体を乗っ取ろうとするが雷虎の父によって阻止され、奈落へと落ちる形で完全に倒された。
女将
PS3版1作目に登場。温泉旅館「ホテル天竺」の女将。以前は「忍者戦隊シンプレンジャー」という特撮番組に出演していたが、「天竺に行く」と言い出して引退したらしい。年月を重ねても若々しい容姿を保っているがそれは改造人間のサイボーグだからであり、未だ悪の組織に狙われている。午後3時時点では敵に捕まっていたが隙を突いて見張りを倒し、午後6時時点ではその見張りと体を入れ替えていた。しかし午後9時の主人公が女将の体と入れ替わると共に午後6時に戻ってしまったため、元の体に戻れなくなっていた。ノーマルエンドでは午後3時時点で姿を消してしまう。トゥルーエンドでは主人公と結婚するが、謎の妨害を受ける。
あの方
PS3版1作目に登場。女将を狙っている組織のボス。女将を自分のものにするべく執拗に追い続けているという。「ちょっと努力家の凡才タイプ」らしく、黒服の部下が大勢いるが人望も統制も今ひとつ。午後3時に到着する予定だったらしいが、午後6時になっても姿を見せていない。その実態は木の怪物であり、物語冒頭にて冷凍庫で凍っていた盆栽の正体。非常に寒がりだが、木なので火にも弱い。実は午後3時時点で旅館に降り立っていたが、時間遡行した主人公にエレベーターごと落とされて倒されていた。ノーマルエンドでは主人公にワイヤーを巻かれて鞄に詰められ、午後9時まで冷凍庫に封印される。トゥルーエンドではあの方自身は直接語られないが、あの方とも思える何者かが「変え仙人像」で主人公と女将の結婚式を妨害する。
ドナルクマ
『不思議なクマドナルバーガー編』から登場。ハンバーガーチェーン「クマドナルバーガー」のマスコットキャラクター。デフォルメされた熊のデザインとなっており、見た目に反して毒舌という設定。そのギャップから女子高生に大人気らしいが主人公には腹が立つと評されることも。店名の「クマドナル」とよく間違われるらしく、それを自虐ネタにもしている。語尾に「-クマ」と付けて話す。認知度もまちまちで、海外でアニメ化していたり全く無関係のコマーシャルのイメージキャラクターにもなっている一方、作品によっては主人公にほとんど知られていなかったりする。
ただのマスコットのはずだが、『不思議なクマドナルバーガー編』では主人公を店内に閉じ込めた。その理由として、幼い頃からドナルクマに親しんでいた主人公が成長してキッズルームに来なくなったことから寂しがり、また一緒に遊ぶべく密室を作り出した可能性が挙げられる。
以降のシリーズでは常連となり、脱出を目指す主人公の前にギミックとして立ちはだかったり、オブジェクトとして度々姿を見せるようになった。また、主人公は何故かよくその頭を被ったり着ぐるみを着る羽目になる。やがてエンディングの背景にさも当然のように姿を見せたり、着ぐるみではない本物のドナルクマすらも明確に登場するようになり、本当に超常的な密室を作り出す能力の持ち主であったことが判明する。『THE 呪いの廃病院』『THE 呪いの廃校舎』のギャグエンディングにも登場している。
ユキノブ
『学校の旧校舎編』に登場。主人公の親友で、霊感が強く町の人々の相談にも乗る霊媒高校生として知られる。肝試しを持ち掛けた張本人であり、主人公と共にジャンケンに負けて旧校舎に向かったはずだが、突如として姿を消してしまう。実は旧校舎の亡霊を浄化しようと試みていたが、反撃によって自身も霊体となってしまった。そこで一か八か主人公に除霊を託すべく旧校舎へと誘った。ノーマルエンドでは行方不明のまま終わる。トゥルーエンドでは除霊に成功した主人公の目の前で消えていくが、後日、何故か猫になって主人公の元に戻ってきた。
ボロ
『月夜のマンション編』に登場。主人公の父が勤務する国立ロボ総技研で開発中の人型ロボット。正式名称は別にあるが主人公が忘れたので不明。非常に高性能なAIを搭載しているが、展覧会の階段を登る際に失敗して転倒し、修理のための自宅療養のような形で主人公の家に来ていた。ロボットでありながらスナック菓子が大好物。終盤には謎の敵に操られて主人公を妨害するが、ノーマルエンドでは自爆装置が作動して主人公の自宅に多大な被害を出す。トゥルーエンドでは制御を取り戻し、損傷を負いつつも敵を撃退した。
須本エリカ（すもと えりか）
『セレブな豪邸編』に登場。クマドナルバーガーチェーンの社長令嬢であり、主人公のクラスメイト。人当たりが良い優等生で学校の人気者。主人公とは誕生日が同じである。稀に関西弁が出る。ドナルクマの頭を被った主人公を不審者と恐れて逃げる。トゥルーエンドでは偽爆弾騒ぎで主人公に庇われたことで「ドナルクマの頭を被った素敵な人」に想いを募らせるようになり、再びドナルクマの頭を被った主人公と何だかんだで距離を縮めた。
須本英司（すもと えいじ）
『セレブな豪邸編』のパートナー的存在。クマドナルバーガーチェーンのCEOでエリカの父。関西弁で話す。自宅のセキュリティを強化し過ぎたが為に自分も閉じ込められており、便器に顔を突っ込んだまま居眠りしたり、娘を脅かそうとクローゼットに潜むなど奇行が目立つ。トゥルーエンドでは柱の陰からエリカと主人公に目を光らせている。
親戚のおじさん
『南国のリゾート編』に登場。須本英司の弟であり、同じく関西弁で話す。親戚である主人公を連れて南国のリゾートに旅行に来たが、突如として姿を消してしまう。ノーマルエンドでは最後まで行方を眩ましたまま。実は旅行会社を経営しており、普通の旅行に飽きたVIP向けのスペシャルツアーとして兄の英司が体験した『セレブな豪邸編』の騒動から着想を得た脱出ツアーを企画し、主人公をテストケースとして利用していた。トゥルーエンドでは礼と謝罪を兼ねて主人公に念願の金髪美女とのリゾートライフを満喫させた。
『旅は道連れ!鉄道編』でも似たような脱出ツアーを企画するが今度は自身も閉じ込められ、パートナーとして共に脱出を目指す羽目になる。実は密室作成担当として雇ったのはドナルクマであり、その不可思議な密室に自身も翻弄される。ノーマルエンドでは温泉旅館に仕掛けられたワームホールに落ちてやり直しになってしまう。トゥルーエンドでは主人公と共にドナルクマを懲らしめて温泉に入った。
Aちゃん
『遊びの天国クマドナルボウル編』のパートナー。アイドルグループ「INT13」のメンバー。INT13はメンバーをイニシャルで呼ぶため、本名が「安藤」である彼女もAちゃんと呼ばれている。普段は愛らしい性格だが、突然粗暴な態度も見せる。実は二重人格であり、いじめられっ子だった頃に自身を守るために生まれた男勝りなもう一つの人格を持つ。ノーマルエンドではその事実が曖昧なまま脱出し、ライブには間に合ったものの押し寄せるファンに追われる羽目になる。トゥルーエンドルートでは別人格の方も表層化して主人公に信頼を寄せるようになり、最後はドナルクマの頭を被った主人公がファンの群れを抑えたことで無事にライブ会場に到着する。初出は『スカイタワー編』であり、『テレビ局密着24時編』にも登場する。
サルボ（サルボ星人）
『愉快なサルとファミレス編』から登場。ファミリーレストラン「サルボ」のマスコットキャラクターで、頭の大きい猿の姿をしている。しかし作中に現れるのはそのマスコットに酷似した宇宙人であり、傍迷惑に主人公を巻き込んでは密室に閉じ込める。ドナルクマとは犬猿の仲ならぬ熊猿の仲で非常に相性が悪い。『愉快なサルとファミレス編』ではファミレスのハンバーグ目当てで店内の人間を追い払ったが主人公を見逃してしまい、結果として彼が店内に閉じ込められる羽目になった。ノーマルエンドでは主人公を洗脳してしまうが、トゥルーエンドでも主人公に外れないベルトを無理矢理プレゼントした挙句、サルボ星人の姿に変えてしまう（半年間は人間に戻れない）。
『癒されない温泉編』ではパートナーとして登場。故郷で温泉を開こうと考え、そのための修行として師匠に密室に閉じ込められるがいつも最後までやり遂げないらしく、巻き込まれた主人公の助力を得る。『脳を鍛えるスポーツジム編』ではまたも密室を作り出した。
『THE 呪いの廃校舎』のギャグエンディングにも登場する。
師匠
『癒されない温泉編』に登場。主人公の相棒となるサルボの師匠で、仙人のような姿のサルボ星人。温泉開業の目指すサルボに修行を与える形で密室に閉じ込める。閉鎖空間の法則を自在に操る能力を持ち、どこにでも密室を作り出せる。弟子に対する態度とは裏腹に、かなりのスケベ。ノーマルエンドでは姿を見せず、試練を突破したはずの主人公とサルボが融合するという不可解な結末を迎える。トゥルーエンドルートで明らかになるが、実は女湯で滑って頭を打って気絶していた。
ハニトン
『延長必至のカラオケ編』に登場。パセラのマスコットキャラで、本作では等身大ロボットのハニトンがAI学習も兼ねて案内役を務める。しかし、実は主人公の応対をしていたハニトンはロボットではなく宇宙人であり、生きたハニトンであった。ロボットのハニトンも実際に存在するが、故障から暴走して本物のハニトンを部屋に閉じ込めてしまう。